# Kiss of Life (grupo musical)
Kiss of Life (en hangul, 키스 오브 라이프; romanización revisada, Kiseu Obeu Laipeu, estilizado como KISS OF LIFE) es un grupo femenino surcoreano formado por S2 Entertainment. Está integrado originalmente por cuatro miembros: Julie, Natty, Haneul y Belle. Debutó oficialmente el 5 de julio de 2023 con el EP titulado Kiss of Life.

## Historia

### Predebut
Natty participó en el programa de supervivencia de realidad de Mnet de 2015 Sixteen, donde se enfrentó a otras 15 aprendices de JYP Entertainment para asegurar un lugar en el próximo grupo femenino de la empresa, que luego se reveló que se llamaría Twice. Sin embargo, fue eliminada en la ronda final, por lo que continuó como aprendiz bajo la empresa. En 2017, Natty participó en el siguiente programa de supervivencia musical de Mnet Idol School para competir con otras 40 concursantes por la oportunidad de debutar en un grupo de chicas de nueve miembros, que luego se reveló que se llamaría fromis_9, pero fue eliminada del posible grupo de debut, en el que ocupó el puesto 13 en el episodio final. En 2020, Natty firmó con Swing Entertainment. Ella debutó oficialmente como solista con el lanzamiento de su primer álbum sencillo Nineteen el 7 de mayo de 2020 junto con el vídeo musical que lo acompaña. El 12 de julio de 2022, Natty firmó un contrato exclusivo con S2 Entertainment.
Belle, exaprendiz de SM Entertainment, era conocida tanto como la hija del veterano cantante coreano Shim Shin como por participar en la composición y escritura de canciones para varios actos musicales como «Unforgiven» de Le Sserafim, Purple Kiss y Miyeon. También participó en los coros de «Child» de Mark Lee. Julie fue aprendiz de The Black Label. 
El 27 de diciembre de 2022, se anunció que S2 Entertainment se estaba preparando para lanzar un nuevo grupo femenino en 2023. Luego, en febrero de 2023, se descubrió que la agencia había solicitado la marca registrada 'KISS OF LIFE' y que había abierto cuentas en redes sociales con el mismo nombre para el grupo de chicas.

### 2023-presente: Debut conKiss of Life, Born to Be XX, Midas Touch, Sticky y Lose Yourself
El 12 de mayo de 2023, S2 Entertainment abrió cuentas de redes sociales y lanzó el primer adelanto del grupo. En el teaser, se reveló que el grupo debutaría en julio del mismo año. Las integrantes fueron reveladas en parejas del 15 al 18 de mayo. El 26 de mayo, se confirmó que Lee Hae-in sería el director creativo del grupo. El 12 de junio se lanzó un adelanto que reveló que el grupo debutaría el 5 de julio con su primer EP Kiss of Life. El vídeo musical prelanzado en solitario de las miembros se lanzó en pares del 18 al 21 de junio: «Sugarcoat» de Natty, «Countdown» de Belle, «Kitty Cat» de Julie y «Play Love Games» de Haneul. El 27 de junio se lanzó el vídeo musical del lado B del EP, «Bye My Neverland». El 3 de julio se lanzó un vídeo de adelanto oficial del sencillo principal titulado «Shhh». El 5 de julio, debutaron oficialmente con el lanzamiento del EP y el vídeo musical del sencillo debut. También realizaron una presentación para la prensa en el Yes24 Live Hall en Gwangjin-gu, Seúl, en la tarde del mismo día.
El 28 de septiembre, S2 Entertainment lanzó un adelanto anunciando el lanzamiento del segundo miniálbum del grupo, Born to Be XX en noviembre. El 13 de octubre, se emitió otro adelanto que revelaba la fecha oficial de lanzamiento, el 8 de noviembre. El EP fue lanzado según la fecha prevista, con el vídeo musical de «Bad News», uno de los principales sencillos. Una semana después, el 15 de noviembre, se lanzó el vídeo musical del otro sencillo principal, «Nobody Knows».
El 15 de marzo de 2024, S2 Entertainment lanzó un póster anunciando el lanzamiento de su álbum sencillo titulado Midas Touch, que se lanzó el 3 de abril. El 21 de junio, se anunció que el grupo haría un regreso de verano con el sencillo digital "Sticky" el 1 de julio, este tema logró posicionarse en el #3 del Circle Digital Chart, convirtiéndose hasta la fecha en su mayor éxito, este tema también traería los primeros 2 wins en shows musicales para el grupo.  El 23 de julio, se lanzó "Superpower" en colaboración con Riot Games, que sirvió como tema para el torneo Valorant Champions de 2024. Natty y Julie brindan sus voces junto con Mark Tuan de GOT7, e interpretaron la canción en vivo antes de la gran final del torneo en el Inspire Arena de Seúl el 25 de agosto. 
El 26 de agosto, S2 Entertainment y Kiss of Life anunciaron "Kiss Road", la primera gira mundial del grupo con espectáculos en Corea del Sur, Estados Unidos y Canadá que se realizarán de octubre a diciembre. Un mes después, el 25 de septiembre, S2 Entertainment anunció que Kiss of Life lanzaría su tercer EP Lose Yourself el 15 de octubre, con la canción principal "Get Loud", y el sencillo de prelanzamiento "R.E.M" lanzado el 4 de octubre. La gira "Kiss Road" comenzó el 26 y 27 de octubre en Olympic Hall, que incluyó la canción inédita "Winehouse" en su repertorio.. 

## Miembros
| Integrantes      | Integrantes      | Integrantes            | Integrantes                   | Integrantes             | Integrantes                          |
| Nombre artístico | Nombre artístico | Nombre de nacimiento   | Fecha de nacimiento           | Lugar de nacimiento     | Posición                             |
| Romanización     | Hangul           | Nombre de nacimiento   | Fecha de nacimiento           | Lugar de nacimiento     | Posición                             |
| ---------------- | ---------------- | ---------------------- | ----------------------------- | ----------------------- | ------------------------------------ |
| Julie            | 쥴리             | Julie Han              | 29 de marzo de 2000 (25 años) | Hawái, Estados Unidos   | Vocalista, rapera, bailarina y líder |
| Natty            | 나띠             | Ahnatchaya Suputhipong | 30 de mayo de 2002 (23 años)  | Bangkok, Tailandia      | Vocalista, rapera y bailarina        |
| Belle            | 벨               | Anabelle Shim          | 20 de marzo de 2004 (21 años) | Seattle, Estados Unidos | Vocalista y bailarina                |
| Haneul           | 하늘             | Won Ha-neul            | 25 de mayo de 2005 (20 años)  | Suwon, Corea del Sur    | Vocalista y bailarina                |

## Discografía

### EP
| Álbum         | Detalles | Mejor posición | Ventas        |
| Álbum         | Detalles | KOR            | Ventas        |
| ------------- | --- | -------------- | ------------- |
| Kiss of Life  | - Lanzamiento: 5 de julio de 2023 - Discográfica: S2 Entertainment - Formatos: CD, descarga digital, streaming Lista de canciones 1. «Shhh» (쉿) 2. «Bye My Neverland» (안녕, 네버랜드) 3. «Sugarcoat» (solo de Natty) 4. «Countdown» (solo de Belle) 5. «Kitty Cat» (solo de Julie) 6. «Play Love Games» (solo de Haneul) | 18             |               |
| Born to Be XX | - Lanzamiento: 8 de noviembre de 2023 - Discográfica: S2 Entertainment - Formatos: CD, descarga digital, streaming Lista de canciones 1. «Bad News» 2. «Nobody Knows» 3. «My 808» 4. «TTG» 5. «Gentleman» 6. «Says It» 7. «Bad News» (versión en inglés)                                                                   | 12             |               |
| Lose Yourself | - Lanzamiento: 15 de octubre de 2024 - Discográfica: S2 Entertainment - Formatos: CD, descarga digital, streaming Lista de canciones 1. «R.E.M» 2. «Chemistry» 3. «Too Many Alex» 4. «Igloo» 5. «Get Loud» 6. «No One But Us» 7. «Back to Me»                                                                              | 6              | COR: 103 642  |
| 224           | - Lanzamiento: 9 de junio de 2025 - Discográfica: S2 Entertainment - Formatos: CD, descarga digital, streaming Lista de canciones 1. «Lips Hips Kiss» 2. «Tell Me» 3. «K Bye» 4. «Painting» 5. «Slide» 6. «Heart of Gold» 7. «Think Twice»                                                                                 | 6              | - KOR: 97 886 |

### Álbumes sencillos
| Álbum       | Detalles | Posicionamiento en listas |
| Álbum       | Detalles | KOR                       |
| ----------- | --- | ------------------------- |
| Midas Touch | - Lanzamiento: 3 de abril de 2024 - Discográfica: S2 Entertainment - Formatos: CD, descarga digital, streaming Lista de canciones 1. «Midas Touch» 2. «Nothing»                                 | 8                         |
| Kiss Road   | - Lanzamiento: 7 de mayo de 2025 - Discográfica: S2 Entertainment - Formatos: Descarga digital, streaming Lista de canciones 1. «Live, Love, Laugh» 2. «W.House» 3. «Live, Live, Laugh» (inst.) | —                         |

### Sencillos
| Título                                                                                       | Año  | Mejores posiciones | Mejores posiciones | Mejores posiciones | Álbum         |
| Título                                                                                       | Año  | COR                | COR Hot            | US Gl 200          | Álbum         |
| -------------------------------------------------------------------------------------------- | ---- | ------------------ | ------------------ | ------------------ | ------------- |
| «Shhh» (쉿)                                                                                  | 2023 | 173                | —                  | —                  | Kiss of Life  |
| «Bad News»                                                                                   | 2023 | 101                | —                  | —                  | Born to Be XX |
| «Nobody Knows»                                                                               | 2023 | 130                | —                  | —                  | Born to Be XX |
| «Midas Touch»                                                                                | 2024 | 31                 | —                  | 165                | Midas Touch   |
| «Sticky»                                                                                     | 2024 | 3                  | 7                  | 87                 | Sin álbum     |
| «R.E.M»                                                                                      | 2024 | 185                | —                  | —                  | Lose Yourself |
| «Get Loud»                                                                                   | 2024 | 106                | —                  | —                  | Lose Yourself |
| «Live, Love, Laugh»                                                                          | 2025 | —                  | —                  | —                  | Sin álbum     |
| «Lips Hips Kiss»                                                                             | 2025 | 92                 | —                  | —                  | 224           |
| «—» indica que el lanzamiento no se posicionó en la lista o no se publicó en ese territorio. |      |                    |                    |                    |               |

### Otras canciones en listas
| Título                      | Año  | Posicionamiento en listas | Álbum         |
| Título                      | Año  | COR                       | Álbum         |
| --------------------------- | ---- | ------------------------- | ------------- |
| «Sugarcoat» (solo de Natty) | 2023 | 83                        | Kiss of Life  |
| «Igloo»                     | 2024 | 26                        | Lose Yourself |

### Vídeos musicales
| Año  | Título                          | Álbum         | Director             | Ref.   |
| ---- | ------------------------------- | ------------- | -------------------- | ------ |
| 2023 | «Sugarcoat» (Natty Solo)        | Kiss of Life  | Shin Hee-won (st-wt) | [ 19 ] |
| 2023 | «Countdown» (Belle Solo)        | Kiss of Life  | Shin Hee-won (st-wt) | [ 20 ] |
| 2023 | «Kitty Cat» (Julie Solo)        | Kiss of Life  | Shin Hee-won (st-wt) | [ 21 ] |
| 2023 | «Play Love Games» (Haneul Solo) | Kiss of Life  | Shin Hee-won (st-wt) | [ 22 ] |
| 2023 | «Bye My Neverland»              | Kiss of Life  | Shin Hee-won (st-wt) | [ 23 ] |
| 2023 | «Shhh» (쉿)                     | Kiss of Life  | Shin Hee-won (st-wt) | [ 24 ] |
| 2023 | «Bad News»                      | Born to Be XX | Shin Hee-won (st-wt) |        |
| 2023 | «Nobody Knows»                  | Born to Be XX | Shin Hee-won (st-wt) |        |
| 2024 | «Midas Touch»                   | Midas Touch   | Digipedi             |        |
| 2024 | «R.E.M»                         | Lose Yourself |                      |        |
| 2024 | «Get Loud»                      | Lose Yourself |                      |        |